# Corambe obscura
Corambe obscura är en snäckart som först beskrevs av Addison Emery Verrill 1870.  Corambe obscura ingår i släktet Corambe och familjen Corambidae. Inga underarter finns listade i Catalogue of Life.